# Грейндж, Ред
Грэндж Ред (Grange) (настоящее имя Харольд)[уточнить] (13 июня 1903, Форксвилл, штат Пенсильвания — 28 января 1991) – американский спортсмен (американский футбол), игравший за команды университета Иллинойс (University of Illinois), «Чикаго Беарз» и «Нью-Йорк Янкис». Выступал на позиции полузащитника. В 2008 году ему было присвоено звание лучшего игрока, играющего за колледж.

## Биография
Рэд Грендж родился 13 июня 1903 года в Форксвилле (США) в деревушке с населением около 200 человек. Его отец был бригадиром 3 лесопильных фабрик. Семья Гренджей жила на протяжении долгого времени вместе с родственниками, пока не смогла позволить себе купить свой собственный дом в штате Иллинойс. По приезде отец семьи усердно работал и стал шерифом полиции. В школе, в городке Wheaton, Рэд сумел получить 16 школьных наград в четырёх видах спорта. За 4 года, которые он провёл в футбольной команде школы, он сумел сделать 75 тачдаунов и принести своей команде 532 очка. Чтобы помочь своей семье с деньгами, он устроился на работу носильщика льда на полставки за 40 долларов в неделю, за что в будущем получил прозвище «Ледяной человек».

## Футбол в колледже
После окончания школы Рэд поступил в университет Иллинойса. В первой же своей игре в колледже он сделал 3 тачдауна против команды из Небраски. За 7 игр он пробежал 723 ярда и сделал 12 тачдаунов. В игре против команды из Мичигана Рэду и его команде предстояло сразиться с одной из лучших команд. Все понимали, что им нужно будет усердно стараться, чтобы выиграть. За первые 12 минут Рэд сделал 4 тачдауна, а за всю игру 6, что принесло победу его команде. После этой игры репортёр из Чикаго по имени Уоррен Браун даёт ему прозвище «Мчащийся призрак» (The Galloping Ghost).
За все 20 игр, что он играл за колледж, Рэд Грендж пробежал 3 362 ярда, поймал 14 пассов на 253 ярда, сделал 31 тачдаун. Его номер 77 был изъят из использования в университете Иллинойса в 1925 году, в знак уважения к Рэду.

## Карьера
После знаменательного выступления за колледж Редом заинтересовалась национальная футбольная ассоциация (NFL). Первой командой Рэда стала «Чикаго беарз» (Chicago Bears). Его контракт на 19 будущих игр принес Реду $100 тыс. После Грендж попытался создать свою футбольную лигу (Американская футбольная лига), которая смогла бы быть соперником NFL. Но она прожила только 1 сезон и затем была присоединена к NFL.

## Карьера в кино
Будучи известным спортсменом Рэд был приглашен на съемки в несколько голливудских фильмов. Он появился в 2 фильмах: «Одна минута для игры» (12 сентября 1926 г.) и Racing Romeo (1927 г.).

## Жизнь после футбола
Грендж закончил свою карьеру в 1934 году. Он работал телеведущим спортивных программ. В 1941 году Рэд женился на Маргарет, с которой он прожил до конца своей жизни. У этой пары не было детей, но у Рэда была дочь от его предыдущей девушки. Его дочь родилась в 1928 году.